# Fritz Giesecke
Fritz Giesecke (* 25. Januar 1896 in Hannover; † 7. Oktober 1958 in Braunschweig) war ein deutscher Agrikulturchemiker und Bodenkundler.

## Lebensweg
Fritz Giesecke studierte Chemie und Agrikulturchemie an der Technischen Hochschule Hannover und an der Universität Berlin und promovierte 1923 an der Universität Göttingen mit einer Dissertation über die Wirkung des Stickstoffs von Harnstoffverbindungen auf die Ertragsleistung landwirtschaftlicher Kulturpflanzen. Seit 1914 war er Mitglied der Hannoverschen Burschenschaft Germania. Nach der Promotion blieb er in Göttingen. Als wissenschaftlicher Assistent arbeitete er bei dem Bodenkundler Edwin Blanck und erwarb 1927 die Venia legendi für das Fachgebiet Agrikulturchemie.
Als Mitglied einer Expertenkommission reiste Giesecke im April 1928 in die Türkei. Dort übernahm er die Leitung des neu gegründeten Instituts für Agrikulturchemie und Bodenbakteriologie an der Landwirtschaftlichen Hochschule in Ankara. Im Juni 1929 kehrte er an die Universität Göttingen zurück und lehrte hier als Privatdozent am Agrikulturchemischen und Bodenkundlichen Institut.
Nach der „Machtergreifung“ der Nationalsozialisten trat er zum 1. Mai 1933 der NSDAP bei (Mitgliedsnummer 2.078.913). Daraufhin wurde er 1934 ao. Professor in Göttingen, folgte aber noch im selben Jahr einem Ruf an die Landwirtschaftliche Hochschule Berlin und übernahm dort den Lehrstuhl für Pflanzenernährungslehre und Bodenbiologie, den er bis 1943 hielt. Anschließend wurde er beurlaubt, um einen Posten als Präsident des Deutschen Wissenschaftlichen Instituts in Stockholm anzutreten. In der Zeit des Nationalsozialismus hatte Giesecke verschiedene Parteiämter inne. Er gehörte dem Stab des SA-Hochschulamts Göttingen an, war anschließend Schulungsleiter beim SS-Rasse- und Siedlungshauptamt und Obmann der Arbeitsgemeinschaft Landwirtschaftliche Chemie.
Seit 1948 arbeitete Giesecke vorübergehend an der Landwirtschaftlichen Untersuchungs- und Forschungsanstalt Kiel. 1951 wurde er zum Direktor der Landwirtschaftlichen Untersuchungs- und Forschungsanstalt Ebstorf bei Uelzen berufen, die 1954 wieder an ihren alten Standort nach Braunschweig übersiedelte. Aus gesundheitlichen Gründen musste Giesecke im April 1958 sein Amt niederlegen.

## Lebenswerk
In Berlin beschäftigte sich Giesecke überwiegend mit Fragen der Stickstoffdüngung. Die meisten seiner experimentellen Arbeiten veröffentlichte er in der Zeitschrift „Bodenkunde und Pflanzenernährung“, die er von 1936 bis 1945 als Herausgeber bzw. Mitherausgeber redaktionell betreut hat.
Von 1936 bis 1945 war Giesecke Vorsitzender des „Verbandes Deutscher Landwirtschaftlicher Untersuchungsanstalten“ und Obmann der Reichsarbeitsgemeinschaft „Landwirtschaftliche Chemie“. Von 1941 bis 1945 war er Vorsitzender der Deutschen Bodenkundlichen Gesellschaft und bis zum Ende des Zweiten Weltkrieges auch in führenden Positionen der Internationalen Bodenkundlichen Gesellschaft tätig. Von 1943 bis 1945 leitete er als Präsident gleichzeitig das Deutsche Wissenschaftliche Institut in Stockholm.
Giesecke ist Autor mehrerer umfangreicher Beiträge in dem von Edwin Blanck in den Jahren zwischen 1929 und 1931 herausgegebenen „Handbuch der Bodenlehre“. Beachtenswert ist seine im ersten Band (1929) erschienene Abhandlung über die historische Entwicklung der Bodenkunde. Giesecke hat in den folgenden zwei Jahrzehnten weitere grundlegende Arbeiten zur Geschichte der Bodenkunde und Agrikulturchemie und über herausragende Fachvertreter publiziert. Während des Zweiten Weltkrieges sammelte er Dokumente über das Lebenswerk von Carl Sprengel. Eine von ihm geplante Sprengel-Biographie blieb jedoch unvollendet. Der erste Teil des 1945 abgeschlossenen Manuskriptes befindet sich im Archiv der Universität Hohenheim. In der 1952 erschienenen Festschrift der Landwirtschaftlichen Untersuchungs- und Forschungsanstalt Ebstorf hat Giesecke jedoch die in Vergessenheit geratenen Leistungen und Prioritäten Carl Sprengels überzeugend dargestellt.
Bedeutende Verdienste erwarb sich Giesecke mit seiner Monographie über die Methodik des Gefäßversuches in der landwirtschaftlichen Forschung. Dieses Buch erschien 1954 als Band 9 des vielbändigen „Handbuches der landwirtschaftlichen Versuchs- und Untersuchungsmethodik“ und galt für mehrere Jahrzehnte als das maßgebende Standardwerk.

## Publikationen (Auswahl)
- Mono- und Dimethylolharnstoff in ihrer Stickstoffwirkung auf die Pflanzenproduktion und der Umsatz ihres Stickstoffs im Boden. Diss. math.-nat Fak. Univ. Göttingen 1923.
- Geschichtlicher Überblick über die Entwicklung der Bodenkunde bis zur Wende des 20. Jahrhunderts. In: Handbuch der Bodenkunde. Herausgegeben von Edwin Blanck. Verlag Julius Springer Berlin Bd. 1, 1929, S. 28–86.
- Arbeitserfolge und Aufgaben der Reichsarbeitsgemeinschaft „Landw.-Chemie“. In: Der Forschungsdienst, Sonderheft 16, 1942, S. 71–74.
- Grundlagen der Chemie. Verlagsanstalt Trowitzsch & Sohn, Frankfurt/Oder 1943. Wehrmachtsausgabe = Soldatenbriefe zur Berufsförderung Bd. 67; 2. Aufl. Herausgegeben von: World´s Alliance of the Young Men´s Christian Associations War Prisoners´ Aid, London (1945); 3. Aufl. Verlag Trowitzsch Holzminden 1949.
- Bodenfruchtbarkeit als Fundament der Qualitätserzeugung. Festschrift zum 90-jährigen Bestehen der Landwirtschaftlichen Untersuchungs- und Forschungsanstalt Ebstorf (früher Braunschweig). Herausgegeben von Fritz Giesecke. Uelzen/Hann. 1952. Die Schrift enthälte mehrere Beiträge von F. Giesecke über Leben und Wirken von Carl Sprengel.
- Der Vegetationsversuch. 2. Der Gefäßversuch und seine Technik (Sand- und Bodenkultur). Handbuch der landwirtschaftlichen Versuchs- und Untersuchungsmethodik, Verlag  Neumann Radebeul und Berlin, Bd. 9, 1954.
- Geschichtliches über den Gefäßversuch als Exaktmethode der Landbauforschung. In: Zeitschrift für Agrargeschichte und Agrarsoziologie Jg. 5, 1957, S. 193–197.